# Heusinger-Steuerung

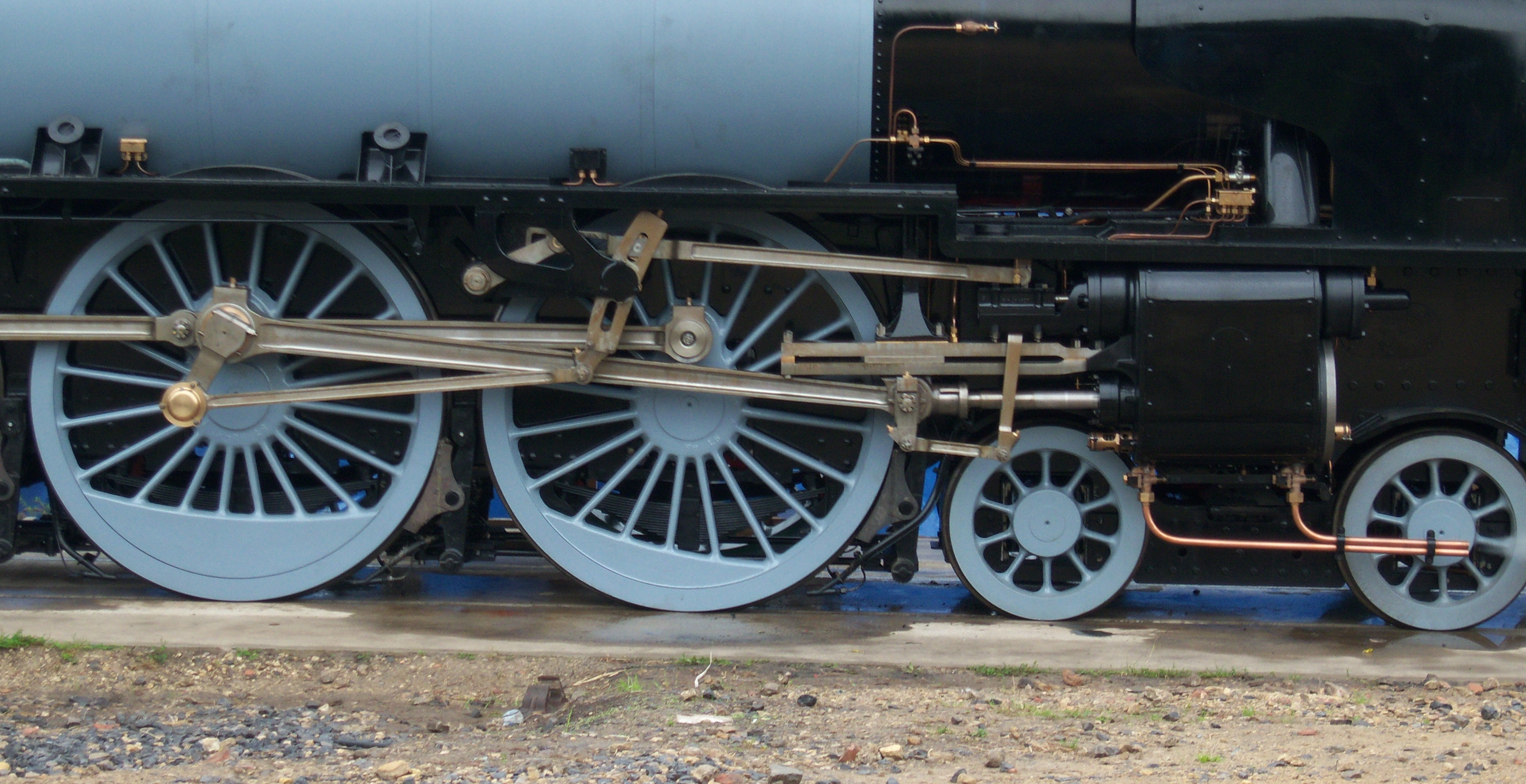
Dampflokdetail

Arbeitsweise der Heusinger-Steuerung einer Dampflokomotive
Legende:
1: Schwinge
2: Gegenkurbel (Schwingenkurbel)
3: Schieberschubstange
4: Voreilhebel
5: Kreuzkopf
6: Steuerzylinder mit Schieber
7: Dampfzylinder
8: Steuerstange

Die Heusinger-Steuerung oder Walschaerts-Steuerung ist eine Bauart der Dampfmaschinensteuerung von Lokomotiven.

## Geschichte und Verbreitung
Edmund Heusinger von Waldegg erfand die Steuerung im Jahre 1849. Jedoch hatte der Belgier Egide Walschaerts das gleiche Prinzip schon im Jahre 1844 unabhängig von ihm, also fünf Jahre früher erfunden, weshalb diese Steuerung außerhalb des deutschsprachigen Raumes als Walschaerts-Steuerung bezeichnet wird.
Der weitaus größte Teil der europäischen Dampflokomotiven ist mit dieser Steuerung ausgestattet. Weiterentwicklungen der Heusinger-Steuerung sind die Winkelhebelsteuerung sowie die in den USA verbreitete Baker-Steuerung.

## Funktionsweise

### Konstruktion
Anstatt mehrerer Exzenter ist an der Treibachse eine zum Kurbelzapfen versetzte Gegenkurbel angebracht. Von dort geht eine Schwingenstange zum unteren Ende einer Kulisse mit festem Drehpunkt. Diese überträgt die Bewegung auf die Schieberschubstange. Die Richtung und der Hub der Schieberschubstange kann durch die Position des Kulissensteins verstellt werden; befindet sich der Kulissenstein in der Mitte (also in der Drehachse der Kulisse), bewegt sich die Stange nicht; je weiter der Stein nach unten oder oben ausgelenkt wird, desto mehr bewegt sich die Schieberschubstange in der entsprechenden Richtung. Diese Auslenkung wird entweder über Aufwerfhebel und Hängeeisen, an welchem die Schieberschubstange hängt, oder durch eine Kuhnsche Schleife eingestellt.
Anders als bei Exzentersteuerungen wird das Voreilen des Schiebers nicht durch einen entsprechenden Winkelversatz des Vorwärts- bzw. Rückwärtsexzenters erzeugt, sondern mittels des Voreilhebels; dieser  wird am unteren Ende über eine Stange (Lenkerstange) vom Kreuzkopf aus, am oberen Ende von der Schieberschubstange bewegt. Dazwischen ist der Voreilhebel mit dem Schieber verbunden. Kombiniert aus den phasenversetzten Bewegungen der Schieberschubstange und der Lenkerstange ergeben sich so Richtung und Hub des Schiebers. Die Voreilung ändert sich dadurch nicht in Abhängigkeit der Füllung, sondern ist konstant und linear abhängig von der Position des Kolbens. Man spricht deshalb von einer linearen Voreilung.

### Ziel und Zweck
Diese Konstruktion erfüllt im Wesentlichen drei Ziele:
- Dadurch, dass sich Treibstange und Schieberstange über eine Vierteldrehung gegenläufig bewegt, verändert sich durch die Anordnung des Voreilhebels die Lage des Schiebers fast nicht, so dass es möglich ist, dass über diese Phase die Füllmenge maximal bleibt. Durch diese Konstruktion wird die im Wesentlichen einer Sinus-Schwingung folgende Bewegung der Schieberstange in Richtung einer Rechteck-Schwingung verändert. Dadurch wird der Schieber über längere Zeit vollständig geöffnet gehalten, was die Effizienz des Antriebs erhöht[1].
- Da die Bewegungsrichtung und der Hub der Schieberschubstange mittels der Steuerstange vom Führerstand aus verstellt werden können, lässt sich so die Arbeitsrichtung der Dampfzylinder steuern – und damit die Fahrtrichtung der Lok: vorwärts oder rückwärts.
- Ebenso lässt sich durch unterschiedlichen Abstand des Schwingensteins vom Drehpunkt der Schwinge die Füllmenge des Zylinders steuern.